# Medvode
Medvode (in tedesco Zwischenwassern), traducibile in italiano in "Fra le acque", è un comune di 15 021 abitanti della Slovenia centrale.
Situato sulla sponda destra del lago Zbiljsko, formato dal fiume Sava, è luogo anche della confluenza tra la Sava e il suo affluente Sora, che avviene solo qualche centinaio di metri a valle del lago. Da qui l'origine del nome del comune.